# Surteby-Kattunga församling
Surteby-Kattunga församling var en församling i Göteborgs stift och i Marks kommun. Församlingen uppgick 2011 i Västra Marks församling.

## Administrativ historik
Församlingen bildades 1926 genom att Kattunga församling uppgick i Surteby församling vilken då namnändrades till detta namn.
Församlingen var till 2011 annexförsamling i pastoratet Surteby-Kattunga, Fotskäl och Tostared som 1962 utökades med Berghems församling och Hajoms församling. Församlingen uppgick 2011 i Västra Marks församling.

## Kyrkor
- Surteby kyrka